# Bernabé Cordero
Bernabé Cordero, ensamblador y arquitecto de retablos español, documentado entre 1624 y 1659, fecha de su muerte. Formado en Madrid, trabajó principalmente en Guipúzcoa como tracista de retablos.

## Biografía y obra
La primera documentación conocida lo sitúa en 1624 trabajando en el retablo mayor de la iglesia parroquial de El Casar de Talamanca (Guadalajara), asociado a Antonio de Herrera. Algunos años después contrajo matrimonio con Anastasia Sánchez, hermana del escultor Juan Sánchez Barba y de Sabastiana Sánchez, quien a su vez estaba casada con Antonio de Herrera. 
Sin embargo, tras enviudar en 1633 aparecerá asociado con el más famoso ensamblador de la época y rival de los Herrera, Pedro de la Torre. En Tolosa (Guipúzcoa) se encargó de la ejecución del retablo mayor de la iglesia de Santa María, que había sido contratado por Pedro de la Torre en 1639, con la indicación de que ha de ser «como lo mejor que se hace en la Corte». La fama alcanzada con él hará que se le reclame desde otros puntos del señorío, donde se concentra toda la obra conocida de Cordero. En 1647 cobró por el retablo de San José para los franciscanos de Tolosa y comenzó a trabajar en el retablo mayor de la iglesia de Nuestra Señora del Juncal en Irún, con esculturas de Juan Bazcardo. Terminado en 1649, conserva la estructura clásica de la división en calles y cuerpos, pero incorpora elementos nuevos y una decoración densa de roleos y cortinajes recogidos, con un camarín semejante al de la Virgen de la Fuencisla de Pedro de la Torre y el Hermano Bautista. 
En 1655 el alcalde de Rentería informaba en cabildo que Bernabé Cordero, vecino de Madrid e «insigne arquitecto», que ha fabricado los altares de Tolosa, Irún y Hernani «con admiración», se encontraba en la provincia, por lo que proponía encargarle sin demora –pues, decía, es hombre de mucha edad-  las trazas para el altar mayor de su iglesia, «en la mejor y más ventajosa forma que alcance el arte», y financiar su construcción con el dinero que los hijos de Rentería envíen de América. No llegó a hacerse este retablo mayor, pero siguiendo las trazas de Cordero en 1656 se construyó el retablo de San Miguel en la localidad, a la vez que concluía el mayor de San Juan Bautista de Hernani, de estructura muy clásica, y trabajaba en los colaterales de Santa Ana en Villafranca de Ordicia. También deben de ser suyas las trazas de los retablos mayores de Andoáin, Zaldivia y Santa María de Deva, concluido éste en 1668.